# ماجد عبد الله (لاعب كرة قدم إماراتي)
ماجد عبد الله سالم الجنيبي (مواليد 22 يوليو 2000) لاعب كرة قدم إماراتي يجيد اللعب في الدفاع .

## مسيرة اللاعب
كان يلعب في نادي الوحدة و صعد للفريق الأول في عام 2018 و أعير إلى نادي بني ياس في صيف 2020 و انتقل إلى نادي الظفرة في عام 2023.

## روابط خارجية
- ماجد عبد الله الجنيبي على موقع Soccerway.com (الإنجليزية)